# Gistad
Gistad – miejscowość (tätort) w Szwecji, w regionie administracyjnym (län) Östergötland, w gminie Linköping.
Według danych Szwedzkiego Urzędu Statystycznego liczba ludności wyniosła: 283 (31 grudnia 2015), 303 (31 grudnia 2018) i 302 (31 grudnia 2019).